# Cutie Honey FX
Cutey Honey FX (キューティーハニーFX?, Kyūtī Hanī FX) è un videogioco d'azione sviluppato dalla Datawest e pubblicato dalla NEC per PC-FX 10 novembre 1995, esclusivamente in Giappone. Il videogioco è ispirato al manga Cutey Honey di Gō Nagai.